# Plugari (okręg Jassy)
Plugari – wieś w Rumunii, w okręgu Jassy, w gminie Plugari. W 2011 roku liczyła 1741 mieszkańców.